# 뉴질랜드-오스트레일리아 관계
뉴질랜드-오스트레일리아 관계(Australia–New Zealand relations) 또는 환 태즈만(Trans-Tasman) 관계는 뉴질랜드와 오스트레일리아 간 양자 관계를 의미한다. 
두 국가는 지리적으로 인접하며, 본래 영국의 식민지였기 때문에 역사와 문화에서 다양한 공통 분모를 갖고 있다. 두 국가는 원래 뉴 사우스 웨일즈 식민지로 같은 영역이었으나, 1834년 오스트레일리아가 분리되고 1840년 11월 16일 뉴질랜드가 뉴 사우스 웨일즈 식민지에서 분리되면서 다른 식민지가 되었다. 1901년에 영국으로부터 독립한 오스트레일리아와는 달리 세계 2차대전 전까지 뉴질랜드의 외교권은 영국이 보유하고 있었다. 
뉴질랜드, 오스트레일리아 그리고 미국은 태평양 안전 보장 조약(ANZUS Treaty)를 체결하며 태평양 지역에 대한 공동 안보 방위에서 협력하고 있다. 또한 두 국가 모두 파이브 아이즈에 소속되어 있다.
두 국가는 군사 및 안보 분야에서도 협력해왔다. 보어 전쟁 당시 오스트레일리아와 뉴질랜드 군인들이 투입되었으며, 제1차 세계 대전 당시 갈리폴리 상륙작전 당시 오스트레일리아 뉴질랜드 군단(ANZAC을 결성하여 연합군 측에서 활약하였다. 이러한 앤잭 군단은 제2차 세계 대전과 6.25 전쟁, 베트남 전쟁에도 군대를 파병하였다. 또한 동티모르에 앤잭 군단이 평화 유지 활동을 위해 파병되었다. 두 나라는 유엔군사령부에 인원을 파견 중에 있다.